# Històries de la mà esquerra
Històries de la mà esquerra, anomenada Històries de la mà esquerra i altres narracions en la primera edició, és un recull de contes de Jesús Moncada publicat per primera volta el 1981. És el primer llibre publicat de Moncada —abans havia publicat alguns contes en un volum col·lectiu. És també la primera obra literària publicada en volum en català per un autor de la Franja de Ponent.

## Gènesi de l'obra
"Joc de caps", el primer conte del recull, és també el primer en el procés d'escriptura de l'obra i el primer conte escrit per Moncada en català. Sembla que li va costar tres mesos i un cert esforç, atès que no feia gaire que l'escriptor mequinensà havia descobert les possibilitats literàries del català i tenia problemes amb l'ortografia i la gramàtica normatives.
El 1970 Moncada guanya el Premi Brugués amb el relat "La lluna, la pruna", un altre dels que acabaran formant part del recull definitiu. El maig de 1971 guanya el Premi Joan Santamaria amb quatre contes que publicarà, amb el títol Històries de la mà esquerra, dins un volum col·lectiu acompanyats de les obres finalistes de Josep Vallverdú i Jaume Melendres.
El 1980 guanya un altre premi, el Jacme March de l'Ajuntament de Gavà, amb un aplec de quatre contes que titulà Narracions de l'Ebre.
Finalment, el 1981 publica el volum Històries de la mà esquerra i altres narracions, a Edicions La Magrana, que aplega els relats esparsos en aquestes publicacions anteriors i n'afegeix uns altres de nous. El recull es divideix en tres parts: Històries de la mà esquerra (amb el contes que havien estat publicats el 1971 amb aquest títol), La pell del riu (nou títol que aplega els contes publicats abans com a  Narracions de l'Ebre) i Cròniques de la Sirga, un conjunt de relats nous que inclou, però, "La lluna, la pruna", guardonat el 1970. El llibre anà encapçalat per un pròleg de Pere Calders, amic de l'autor i company de treball a l'editorial Montaner y Simón.
En edicions posteriors desapareixen les subdivisions internes del volum i el títol passa a ser simplement Històries de la mà esquerra. La llista definitiva de relats inclosos al llibre és:
- Joc de caps
- L'ull esquerre de Tomàs d'Atura
- Conte del vell tramviaire
- Nit d'amor del coix Silveri
- Riada
- Revenja per a un difunt
- Traducció del llatí
- Strip-tease
- La lluna, la pruna
- La sirena del Baix Cinca
- L'estremidora confessió de Joe Galàxia (Història de fulletó)
- Debat d'urgència
- Història de dies senars
- Aniversari
- A l'Hèctor el que és de l'Hèctor
- D'uns vells papers de música

## Característiques de l'obra
Amb aquest llibre Moncada inicia el que serà l'eix de tota la seua producció narrativa: la recreació del seu poble natal, Mequinensa, abans que fos inundat pel pantà de Riba-roja que el feu desaparèixer -es construí una nova Mequinensa a prop. Només tres contes del recull no situen la seua acció en aquesta localitat: "Conte del vell tramviaire" -que transcorre a Barcelona-, "L'estremidora confessió de Joe Galàxia (Història de fulletó)" -que consisteix en una carta adreçada a una dona de Berga- i "Història de dies senars" -també situada a la capital catalana.
La resta de relats se centren en el món de Mequinensa i se situen temporalment en diverses etapes del segle xx, bàsicament en els temps de la Segona República i el franquisme. La crítica ha assenyalat que el que fa Moncada en aquesta obra -i en la resta de la seua producció- és un intent de recuperació d'un món perdut, la Mequinensa de la seua infantesa i joventut, irremeiablement destruïda per la construcció del pantà i, més abstractament, per l'arribada del món modern.
També s'ha destacat amb freqüència la influència de la poètica de Pere Calders en aquests contes, sobretot a propòsit de la introducció d'elements fantàstics o sobrenaturals que s'inserien amb naturalitat dins la realitat quotidiana -una mena de realisme màgic.

## Edicions

### En català
- Barcelona, Edicions La Magrana, 1981
- Barcelona, Edicions La Magrana, 1993
- Barcelona, Edicions La Magrana, 1995
- Barcelona, Edicions La Magrana, 2000
- Barcelona, Edicions La Magrana, 2003
- Barcelona, Edicions 62, 2004

### Traduccions
- Al castellà: Historias de la mano izquierda, Villanueva de Gállego (Saragossa), Xordica Editorial, 1996, traducció de Chusé Raúl Usón.

A més, alguns contes del volum han estat inclosos en altres traduccions:
- Al castellà: El ojo izquierdo de Tomàs d'Atura y otros cuentos, Madrid, Alianza Editorial, 1997, traducció de Chusé Raúl Usón i Celina Alegre.
- A l'eslovac: Vyhnanstvo bez návratu, Bratislava, Revue svetovej literatúry, núm. 4, abril 1991: 42-46, traducció de Vladimir Oleríny.
- A l'hebreu: עין שמאל של תומם דיאטודה [L'ull esquerre de Tomàs d'Atura], Tel-Aviv, Revista Iton, núm. 77, 1995, traducció d'E. Sariola.
- A l'italià: Il racconto del vecchio tranviere, Trame, Dipartimento di Linguistica e Letterature comparate, Università di Cassino, 2001, traducció de Giuseppe Tavani.
- Al polonès: Lewe oko Tomasza d'Atura, Czaskultury, núm. 5-6, 2004, traducció de Witold J. Maciejewski.